# آنری گابریل ایبل
آنری گابریل ایبل (فرانسوی: Henri-Gabriel Ibels‎; ۳۰ نوامبر ۱۸۶۷ – فوریهٔ ۱۹۳۶) نقاش، تصویرگر و چاپگر اهل فرانسه بود. او از اعضای جنبش نبی‌ها بود و آثارش به‌شدت مایهٔ گرافیکی داشتند.